# Campionato europeo maschile di pallacanestro 1979
Il 21º Campionato Europeo Maschile di Pallacanestro FIBA (noto anche come FIBA EuroBasket 1979) si è tenuto dal 9 al 19 giugno 1979 in Italia.
I Campionati europei maschili di pallacanestro sono una manifestazione biennale tra le squadre nazionali organizzata dalla FIBA Europe.

## Partecipanti
Partecipano dodici nazionali divise in tre gruppi da quattro squadre.
| Gruppo A                                    | Gruppo B                                             | Gruppo C                                   |
| ------------------------------------------- | ---------------------------------------------------- | ------------------------------------------ |
| - Belgio - Grecia - Italia - Cecoslovacchia | - Bulgaria - Paesi Bassi - Unione Sovietica - Spagna | - Francia - Israele - Jugoslavia - Polonia |

## Sedi delle partite
| Gruppo      | Città   | Impianto            | Impianto | Capienza |
| ----------- | ------- | ------------------- | -------- | -------- |
| A           | Mestre  | Palasport Taliercio |          | 3.500    |
| B           | Siena   | PalaSclavo          |          | 3.500    |
| C           | Gorizia | PalaGrappate        |          | 6.000    |
| Fasi Finali | Torino  | PalaRuffini         |          | 4.400    |

## Prima fase
La vincente di ogni gara si aggiudica due punti, la perdente uno. Le prime due di ogni girone accedono alla fase finale, la terza e la quarta partecipano alla fase di consolazione.

### Gruppo A
| Squadra           | V-P | Pf-Ps   | Pts | Dif |
| ----------------- | --- | ------- | --- | --- |
| 1. Cecoslovacchia | 3-0 | 238:204 | 6   | +34 |
| 2. Italia         | 2-1 | 235:202 | 5   | +33 |
| 3. Grecia         | 1-2 | 211:223 | 4   | -12 |
| 4. Belgio         | 0-3 | 213-268 | 3   | -55 |

| Mestre 9 giugno 1979 | Cecoslovacchia | 90 – 69 (39-32) | Belgio | Palasport Taliercio |

| Mestre 9 giugno 1979 | Italia | 81 – 52 (43-28) | Grecia | Palasport Taliercio |

| Mestre 10 giugno 1979 | Cecoslovacchia | 74 – 67 (41-30) | Grecia | Palasport Taliercio |

| Mestre 10 giugno 1979 | Italia | 86 – 76 (44-41) | Belgio | Palasport Taliercio |

| Mestre 11 giugno 1979 | Grecia | 92 – 68 (45-27) | Belgio | Palasport Taliercio |

| Mestre 11 giugno 1979 | Italia | 68 – 74 (36-39) | Cecoslovacchia | Palasport Taliercio |

### Gruppo B
| Squadra             | V-P | Pf-Ps   | Pts | Dif |
| ------------------- | --- | ------- | --- | --- |
| 1. Spagna           | 3-0 | 291-254 | 6   | +37 |
| 2. Unione Sovietica | 2-1 | 286-256 | 5   | +30 |
| 3. Paesi Bassi      | 1-2 | 254-279 | 4   | -25 |
| 4. Bulgaria         | 0-3 | 234-276 | 3   | -42 |

| Siena 9 giugno 1979 | Bulgaria | 81 – 85 (43-48) | Spagna | PalaSclavo |

| Siena 9 giugno 1979 | Unione Sovietica | 92 – 84 (43-42) | Paesi Bassi | PalaSclavo |

| Siena 10 giugno 1979 | Paesi Bassi | 83 – 105 (52-48) | Spagna | PalaSclavo |

| Siena 10 giugno 1979 | Bulgaria | 71 – 104 (39-49) | Unione Sovietica | PalaSclavo |

| Siena 11 giugno 1979 | Bulgaria | 82 – 87 (30-38) | Paesi Bassi | PalaSclavo |

| Siena 11 giugno 1979 | Unione Sovietica | 90 – 101 (43-46) | Spagna | PalaSclavo |

### Gruppo C
| Squadra       | V-P | Pf-Ps   | Pts | Dif |
| ------------- | --- | ------- | --- | --- |
| 1. Israele    | 2-1 | 246-246 | 5   | ±0  |
| 2. Jugoslavia | 2-1 | 258-237 | 5   | +21 |
| 3. Polonia    | 1-2 | 258-264 | 4   | -6  |
| 4. Francia    | 1-2 | 233-248 | 4   | -15 |

| Gorizia 9 giugno 1979 | Israele | 86 – 78 (44-30) | Polonia | PalaGrappate |

| Gorizia 9 giugno 1979 | Jugoslavia | 80 – 65 (35-34) | Francia | PalaGrappate |

| Gorizia 10 giugno 1979 | Israele | 83 – 92 (42-37) | Francia | PalaGrappate |

| Gorizia 10 giugno 1979 | Polonia | 95 – 102 (35-58) | Jugoslavia | PalaGrappate |

| Gorizia 11 giugno 1979 | Francia | 76 – 85 (45-46) | Polonia | PalaGrappate |

| Gorizia 11 giugno 1979 | Israele | 77 – 76 (42-45) | Jugoslavia | PalaGrappate |

## Fase finale

### Girone di consolazione
Le squadre arrivate terze e quarte nella prima fase si incontrano in un girone unico con partite di sola andata per definire le posizioni dalla settima alla dodicesima. La vittoria vale due punti e la sconfitta uno. Le squadre conservano il risultato ottenuto al primo turno con l'avversaria classificatasi nello stesso gruppo preliminare.
| Squadra        | V-P | Pf-Ps   | Pts | Dif  |
| -------------- | --- | ------- | --- | ---- |
| 1. Polonia     | 4-1 | 435-405 | 9   | +30  |
| 2. Francia     | 4-1 | 423-401 | 9   | +22  |
| 3. Grecia      | 3-2 | 418-381 | 8   | +37  |
| 4. Paesi Bassi | 3-2 | 438-404 | 8   | +34  |
| 5. Bulgaria    | 1-4 | 436-450 | 6   | -14  |
| 6. Belgio      | 0-5 | 433-542 | 5   | -109 |

| Torino 13 giugno 1979 | Grecia | 74 – 76 (34-40) | Francia | PalaRuffini |

| Torino 13 giugno 1979 | Belgio | 84 – 110 (38-53) | Polonia | PalaRuffini |

| Torino 14 giugno 1979 | Bulgaria | 78 – 85 (39-38) | Polonia | PalaRuffini |

| Torino 14 giugno 1979 | Paesi Bassi | 67 – 80 (36-44) | Francia | PalaRuffini |

| Torino 15 giugno 1979 | Belgio | 98 – 114 (53-53) | Bulgaria | PalaRuffini |

| Torino 15 giugno 1979 | Grecia | 79 – 75 (31-41) | Paesi Bassi | PalaRuffini |

| Torino 16 giugno 1979 | Belgio | 98 – 111 (42-54) | Francia | PalaRuffini |

| Torino 16 giugno 1979 | Grecia | 73 – 77 (40-37) | Polonia | PalaRuffini |

| Torino 17 giugno 1979 | Bulgaria | 77 – 80 (37-43) | Francia | PalaRuffini |

| Torino 17 giugno 1979 | Paesi Bassi | 94 – 78 (49-42) | Polonia | PalaRuffini |

| Torino 18 giugno 1979 | Grecia | 100 – 85 (52-34) | Bulgaria | PalaRuffini |

| Torino 18 giugno 1979 | Belgio | 85 – 115 (47-65) | Paesi Bassi | PalaRuffini |

### Girone finale
Le squadre qualificatesi per il turno finale si incontrano in un girone unico con partite di sola andata. La vittoria vale due punti la sconfitta uno. Le squadre conservano il risultato ottenuto al primo turno con l'avversaria classificatasi nello stesso gruppo preliminare. Le prime due del girone vanno in finale, la terza e la quarta giocano per il terzo posto.
| Squadra             | V-P | Pf-Ps   | Pts | Dif |
| ------------------- | --- | ------- | --- | --- |
| 1. Unione Sovietica | 4-1 | 439-399 | 9   | +40 |
| 2. Israele          | 3-2 | 408-435 | 8   | -27 |
| 3. Jugoslavia       | 3-2 | 453-432 | 8   | +21 |
| 4. Cecoslovacchia   | 2-3 | 419-430 | 7   | -11 |
| 5. Italia           | 2-3 | 403-417 | 7   | -14 |
| 6. Spagna           | 1-4 | 465-474 | 6   | -9  |

| Torino 13 giugno 1979 | Cecoslovacchia | 79 – 97 (34-50) | Jugoslavia | PalaRuffini |

| Torino 13 giugno 1979 | Italia | 90 – 78 (43-42) | Israele | PalaRuffini |

| Torino 14 giugno 1979 | Spagna | 84 – 88 (42-41) | Israele | PalaRuffini |

| Torino 14 giugno 1979 | Unione Sovietica | 96 – 77 (41-34) | Jugoslavia | PalaRuffini |

| Torino 15 giugno 1979 | Cecoslovacchia | 66 – 71 (31-38) | Unione Sovietica | PalaRuffini |

| Torino 15 giugno 1979 | Italia | 81 – 80 (33-40) | Spagna | PalaRuffini |

| Torino 16 giugno 1979 | Cecoslovacchia | 93 – 94 (d.t.s.) (47-47, 83-83) | Israele | PalaRuffini |

| Torino 16 giugno 1979 | Italia | 80 – 95 (34-41) | Jugoslavia | PalaRuffini |

| Torino 17 giugno 1979 | Spagna | 100 – 108 (44-57) | Jugoslavia | PalaRuffini |

| Torino 17 giugno 1979 | Unione Sovietica | 92 – 71 (52-34) | Israele | PalaRuffini |

| Torino 18 giugno 1979 | Cecoslovacchia | 107 – 100 (46-48) | Spagna | PalaRuffini |

| Torino 18 giugno 1979 | Italia | 84 – 90 (31-41) | Unione Sovietica | PalaRuffini |

### Finali
- 3º posto

| Torino 19 giugno 1979 | Jugoslavia | 99 – 92 (56-46) | Cecoslovacchia | PalaRuffini |

- 1º posto

| Torino 20 giugno 1979 | Unione Sovietica | 98 – 76 (47-38) | Israele | PalaRuffini |

## Classifica Finale
| Campione d'Europa | Campione d'Europa | Campione d'Europa |
| --- | ----------------- | --- |
| Unione Sovietica4 Erëmin, 5 Chomičius, 6 Tarakanov, 7 Žarmuchamedov, 8 Lopatov, 9 Jadėška, 10 S. Belov, 11 Tkačenko, 12 Myškin, 13 Sal'nikov, 14 Belostennyj, 15 Žigilij, All. Aleksandr Gomel'skij |                   | |
| Argento | Israele           | Israele4 Minkin, 5 Schwartz, 6 Ben Ari, 7 Aroesti, 8 Silver, 9 Berkovich, 10 Leibowitz, 11 Moskowitz, 12 Kaplan, 13 Sherf, 14 Hozez, 15 Yanai, All. Ralph Klein                                              |
| Bronzo | Jugoslavia        | Jugoslavia4 Vilfan, 5 Kićanović, 6 Žižić, 7 Varajić, 8 Jerkov, 9 Nakić, 10 Slavnić, 11 Ćosić, 12 Radovanović, 13 Krstulović, 14 Dalipagić, 15 Delibašić, All. Petar Skansi                                   |
| 4 | Cecoslovacchia    | Cecoslovacchia4 Skála, 5 Petr, 6 Havlík, 7 Rajniak, 8 Kropilák, 9 Böhm, 10 Kos, 11 Pospíšil, 12 Klimeš, 13 Brabenec, 14 Douša, 15 Hraška, All. Pavel Petera                                                  |
| 5 | Italia            | Italia4 Caglieris, 5 Villalta, 6 Carraro, 7 Zampolini, 8 Gilardi, 9 Brunamonti, 10 Bonamico, 11 Meneghin, 12 Ferracini, 13 Serafini, 14 Vecchiato, 15 Bertolotti, All. Giancarlo Primo                       |
| 6 | Spagna            | Spagna4 Brabender, 5 Costa, 6 Llorente, 7 Margall, 8 Flores, 9 Ansa, 10 Santillana, 11 Corbalán, 12 Rullán, 13 de la Cruz, 14 López, 15 Epi, All. Antonio Díaz-Miguel                                        |
| 7 | Polonia           | Polonia4 Zelig, 5 Kudłacz, 6 Rosiński, 7 Kijewski, 8 Seweryn, 9 Garliński, 10 Chudeusz, 11 Węglorz, 12 Młynarski, 13 Myrda, 14 Prostak, 15 Fikiel, All. Jerzy Świątek                                        |
| 8 | Francia           | Francia4 Boistol, 5 Sénégal, 6 Vebobe, 7 Monclar, 8 Cain, 9 Brosterhous, 10 Bisséni, 11 Dubuisson, 12 Lamothe, 13 Cachemire, 14 Beugnot, 15 Faye, All. Pierre Dao                                            |
| 9 | Grecia            | Grecia4 Gkekos, 5 Paramanidīs, 6 Giannakīs, 7 Giannouzakos, 8 Katsoulīs, 9 Sakellariou, 10 Korōnaios, 11 Giatzoglou, 12 Papageōrgiou, 13 Kastrinakīs, 14 Karatzoulidīs, 15 Kokolakīs, All. Richard Dukeshire |
| 10 | Paesi Bassi       | Paesi Bassi4 Kragtwijk, 5 Dekker, 6 Cramer, 7 Plaat, 8 Hagens, 9 Faber, 10 Bruinsma, 11 Woudstra, 12 Akerboom, 13 van Helfteren, 14 van Tuyll, 15 Kip, All. Tom Quinn                                        |
| 11 | Bulgaria          | Bulgaria4 Gluškov, 5 Kolev, 6 Donov, 7 Manolov, 8 Evtimov, 9 Borisov, 10 Šarkov, 11 Pejčev, 12 Rusev, 13 Arabadžijski, 14 Bogdanov, 15 Marčin, All. Ivan Todorov                                             |
| 12 | Belgio            | Belgio4 Stollenberg, 5 Reynders, 6 Rogiers, 7 Peeters, 8 Van Poppelen, 9 Van Den Bosch, 10 Nytrai, 11 Van Den Broeck, 12 Huysmans, 13 Becknel, 14 Bodson, 15 Samaey, All. René Mol                           |

## Premi individuali

Il playmaker sovietico Sergej Belov al tiro durante l'europeo

### MVP del torneo
- Miki Berkovich

### Miglior quintetto del torneo
- Playmaker:  Sergej Belov
- Guardia tiratrice:  Dragan Kićanović
- Ala piccola:  Miki Berkovich
- Ala grande:  Krešimir Ćosić
- Centro:  Volodymyr Tkačenko